# Botanická zahrada Malešice

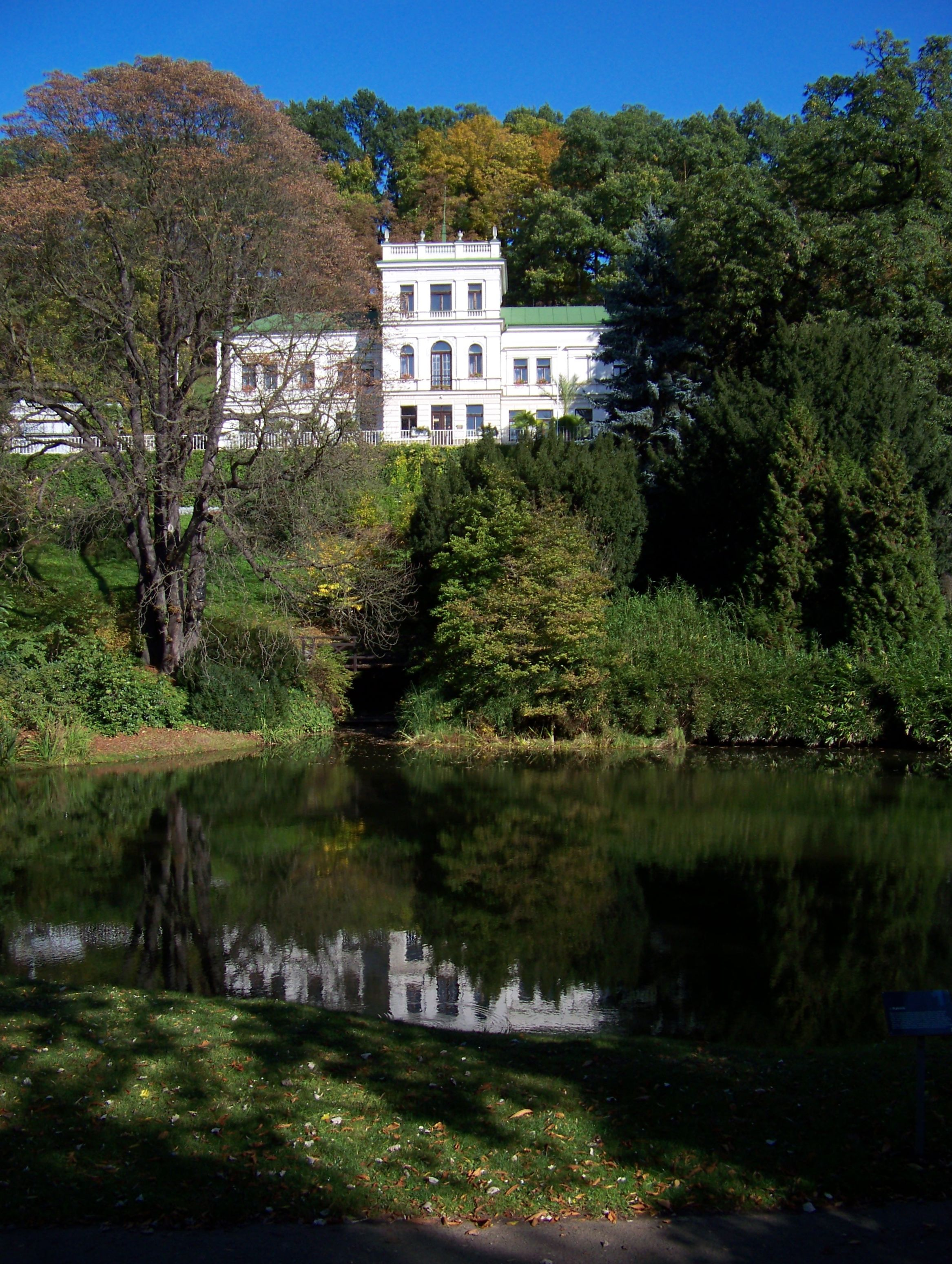
Zámeček (Jiráskova vila)

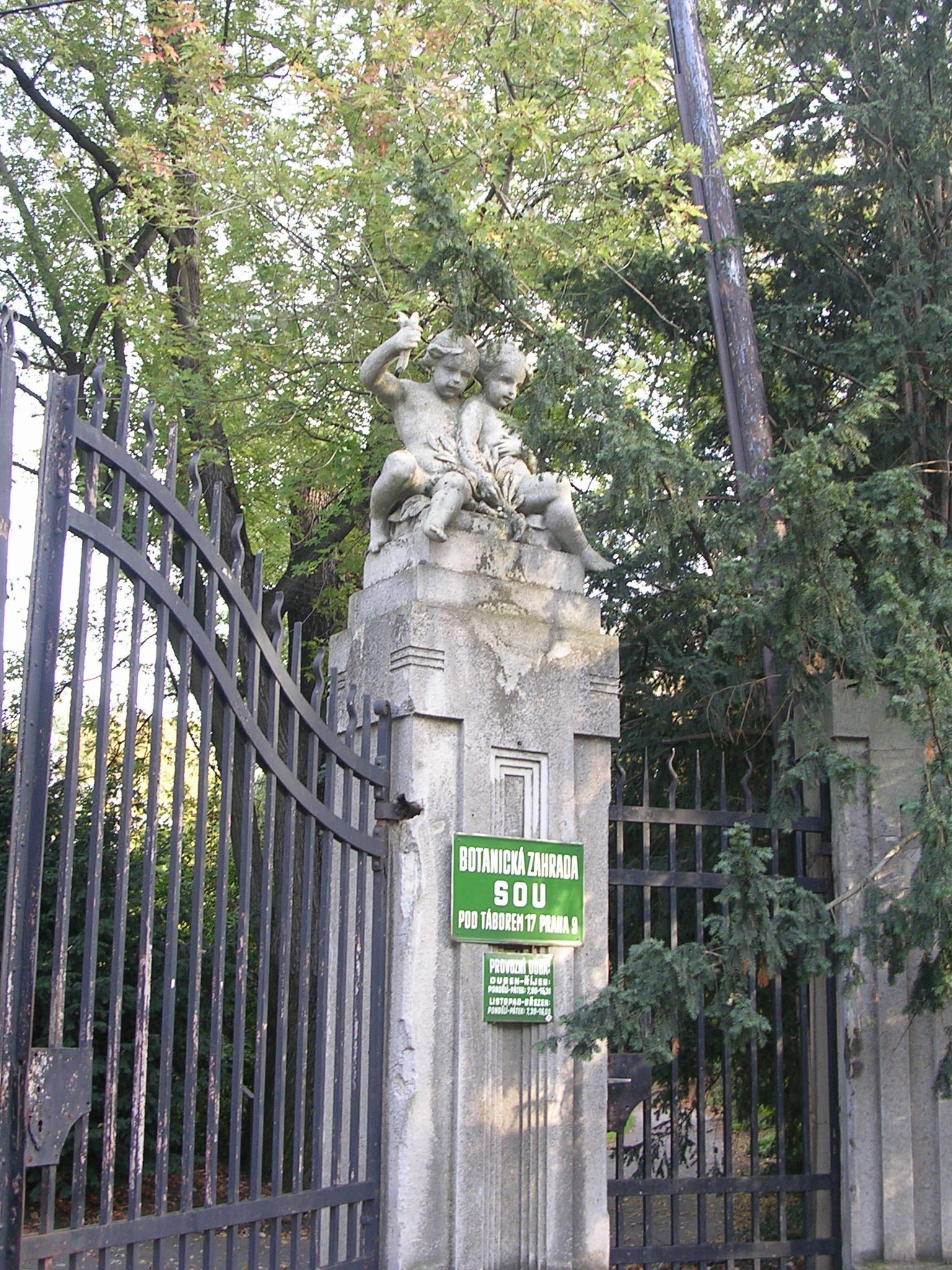
Vchod z ulice Pod Táborem

Botanická zahrada Malešice (na vrchu Tábor) (oficiálním názvem Botanická zahrada SOŠ, SOU, OU a Učiliště) je jedna ze tří významných botanických zahrad v Praze. Původně vznikla jako park Jiráskovy vily. Nachází se na jihozápadním úbočí vrchu Tábor v Malešicích, v malé části této čtvrti, která zasahuje do městské části Praha 9. Tato botanická zahrada patří střední zahradnické škole na Jarově a je spojena především se zahradnickým učňovským školstvím. Ředitelem botanické zahrady je Jaroslav Čuba. Zahrada je bezplatně přístupná veřejnosti, do roku 2019 jen ve dnech školního vyučování, od roku 2020 je v sezóně od května do října zpřístupněna denně.

## Historie zahrady

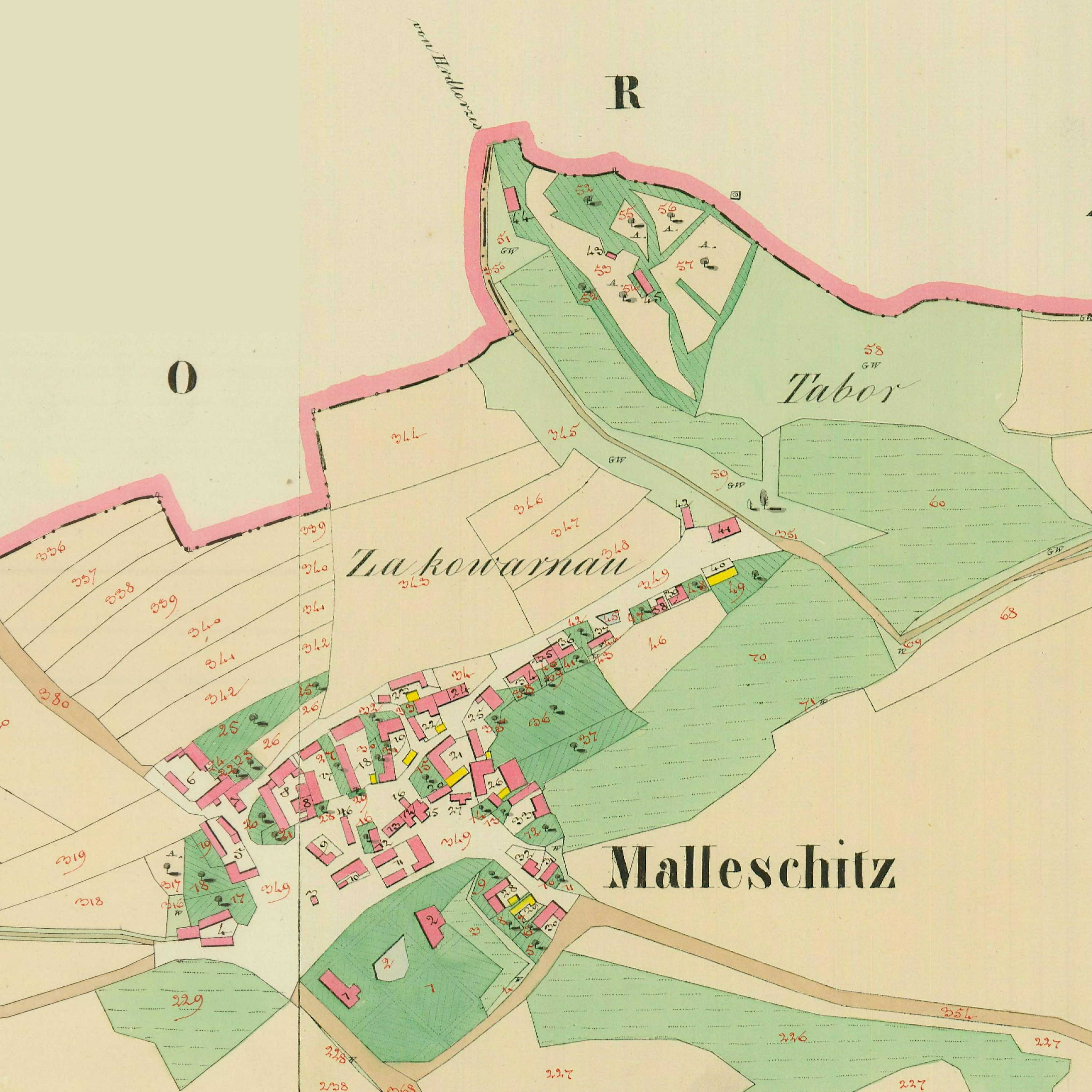
Malešice na císařských otiscích map Stabilního katastru z roku 1841. V horní části areál usedlosti Josefa Havlíčka.

V místech zahrady stávala v polovině devatenáctého století usedlost Josefa Havlíčka, k níž přiléhala zelinářská zahrada a ovocný sad. V údolí Malé Rokytky bývaly obecní pastviny.
Na přelomu 19. a 20. století byla zahrada přeměněna na park a usedlost na vilu. Poté se vlastníkem stal průmyslník Jirásko, který zahradu i s vilou vlastnil do konce 2. světové války. Vilu přestavěl na pseudorenesanční zámeček, který je označován jako Jiráskova vila. Na renovaci parku se podílel zahradní architekt František Thomayer.
Za války bylo v objektu velitelství gestapa a německý vojenský lazaret. Na konci války byly odvezeny veškeré dokumenty, pravděpodobně včetně těch, které se týkaly nemovitosti a parku. Doklady o původní podobě parku se tak nedochovaly. Za války a po válce došlo ke změnám porostu náletem plevelných dřevin a úhynem některých dřevin. Zmizela i původní sochařská výzdoba.
V roce 1945 objekt zkonfiskoval stát na základě Benešových dekretů. V roce 1948 jej stát převedl na hlavní město Prahu. K 1. září 1948 město do parku přestěhovalo zahradnickou školu z Vinohrad, která existovala od roku 1909.
V padesátých letech objekt převzal podnik Sady, lesy a zahradnictví hlavního města Prahy. Využíval jej především k výrobním účelům, park v této době nebyl příliš udržován. V roce 1985 byly zrekonstruovány tropické skleníky.
Po roce 1990 se z areálu stala opět školní botanická zahrada. Ta má i s arboretem rozlohu přibližně 7,5 ha. U vrcholu kopce Tábor je výrobní provozní zahrada. Nad příjezdovou cestou k zámečku byla v roce 1998 vybudována skalka s vodopádem.
Zahrada je přístupná veřejnosti, zpočátku byla přístupná pouze ve dnech školního vyučování, od roku 2020 je v hlavní sezóně (od května do října) přístupná denně. Veřejně přístupná je pouze dolní část, tedy bez provozní zahrady. Každoročně pořádá škola v botanické zahradě dvě výstavy výpěstků a výrobků žáků, které navštěvují především školní třídy z Prahy 9, ale i třídy z jiných škol a zájemci z širší veřejnosti. V budově nového skleníku je umístěna prodejna výpěstků, poblíž hlavního vstupu je vazárna kytic.

## Botanické zajímavosti
- V arboretu rostou cenné stromy, například historicky významný platan.
- V zahradě se nalézají sbírky orchidejí, bromélií a tilandsií.
- Počet pěstovaných taxonů je 5200 (v roce 2023).[2]

## Turismus
Kolem zahrady vede turistická značená trasa  1105 z Kobylis do Starých Malešic.